# Laima (Unternehmen)

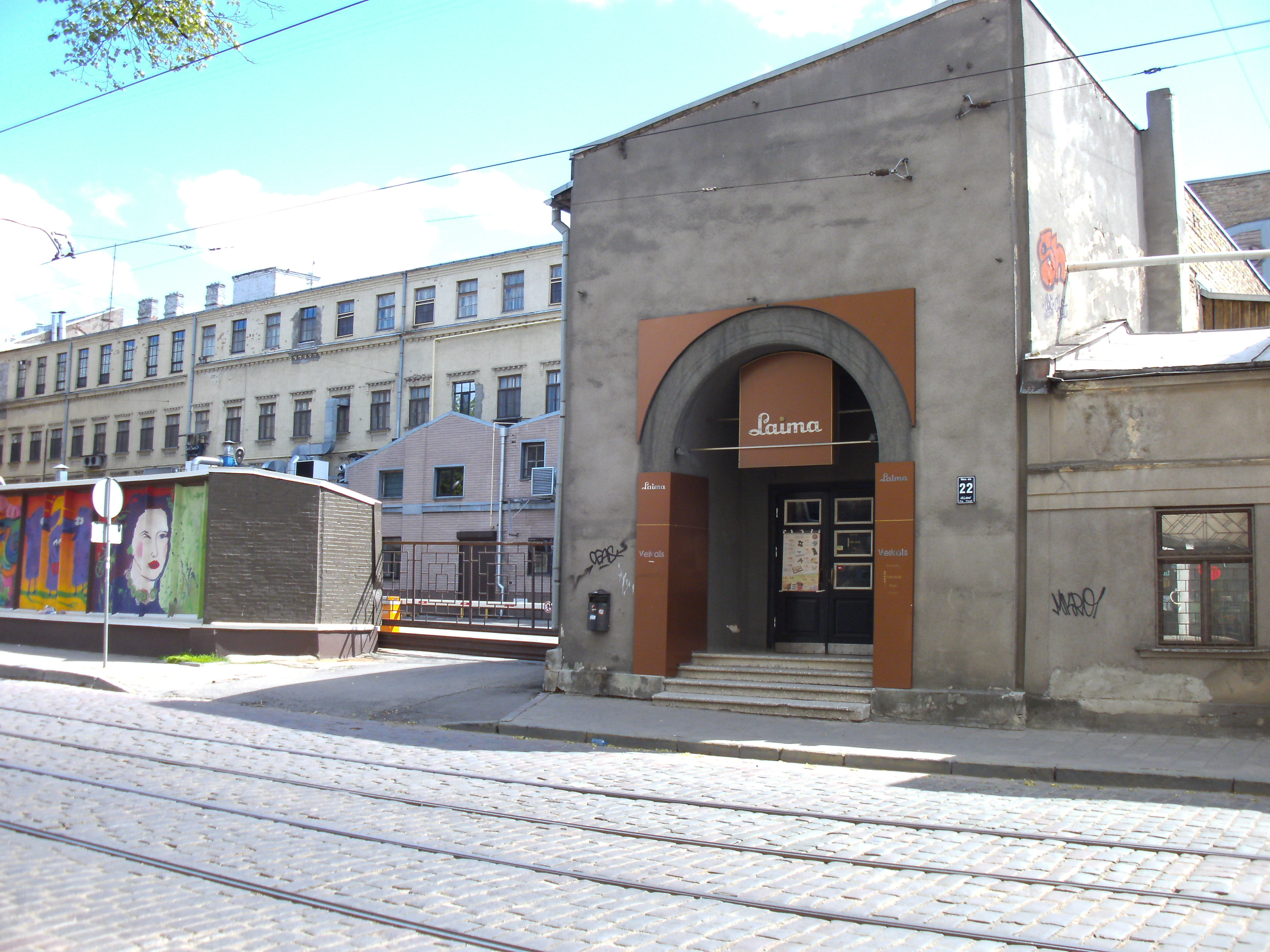
Historisches Fabrikgebäude Laima in Riga

Laima ist der größte Süßwarenhersteller in Lettland. Der Unternehmenssitz ist in Riga, das Unternehmen ist nach „Laima“ benannt, der Schicksalsgöttin in der Lettischen Mythologie.

## Geschichte
Die Wurzeln des Unternehmens liegen im 19. Jahrhundert. Theodor Riegert gründete 1871 eine Firma, die sich zum größten Hersteller von Konfiseriewaren in den baltischen Provinzen des Russischen Reichs entwickelte. Obwohl der russische Markt nach dem Ersten Weltkrieg verloren ging, konnte die Firma in Lettland danach eine dominierende Stellung behaupten.
Das Konkurrenzunternehmen „L. W. Goegginger“ stellte seit 1881 Bonbons, Schokolade und verschiedene Lebensmittel in Dosen her. Ab 1910 verkaufte Vilhelms Ķuze unter der Markenbezeichnung „Staburadze“ Süßigkeiten und Schokolade.
Ein weiterer Schokoladenproduzent war die 1925 gegründete, schnell expandierende Firma „Laima“. Als deren jüdische Besitzer 1937 nach Palästina auswanderten, kaufte der lettische Staat die Aktien der Gesellschaften „AS Riegert“ und „Laima“ und verschmolz die beiden Unternehmen.
Nach der sowjetischen Besetzung Lettlands 1940 wurden alle Privatunternehmen 1941 verstaatlicht. Laima spezialisierte sich auf die Herstellung von Schokolade und Pralinen, L. W. Goegginger wurde in „Uzvara“ umbenannt und stellte Bonbons her, „Staburadze“ hieß fortan „17. Juni“ und stellte Gebäck her. In den 1970er und 1980er Jahren lieferte das auf die Lebensmittelindustrie spezialisierte Dresdner Maschinenbau-Kombinat NAGEMA einen Gutteil der Maschinen bei Laima.
Die Reprivatisierung als Aktiengesellschaften erfolgte 1993 für „Laima“ und 1994 für „Uzvara“. Im Jahr 1998 fusionierten sie unter dem Namen „Laima“, „Uzvara“ blieb als Markenbezeichnung erhalten, ebenso „Staburadze“, das schon zuvor in Laima aufgegangen war.

## Heutige Situation

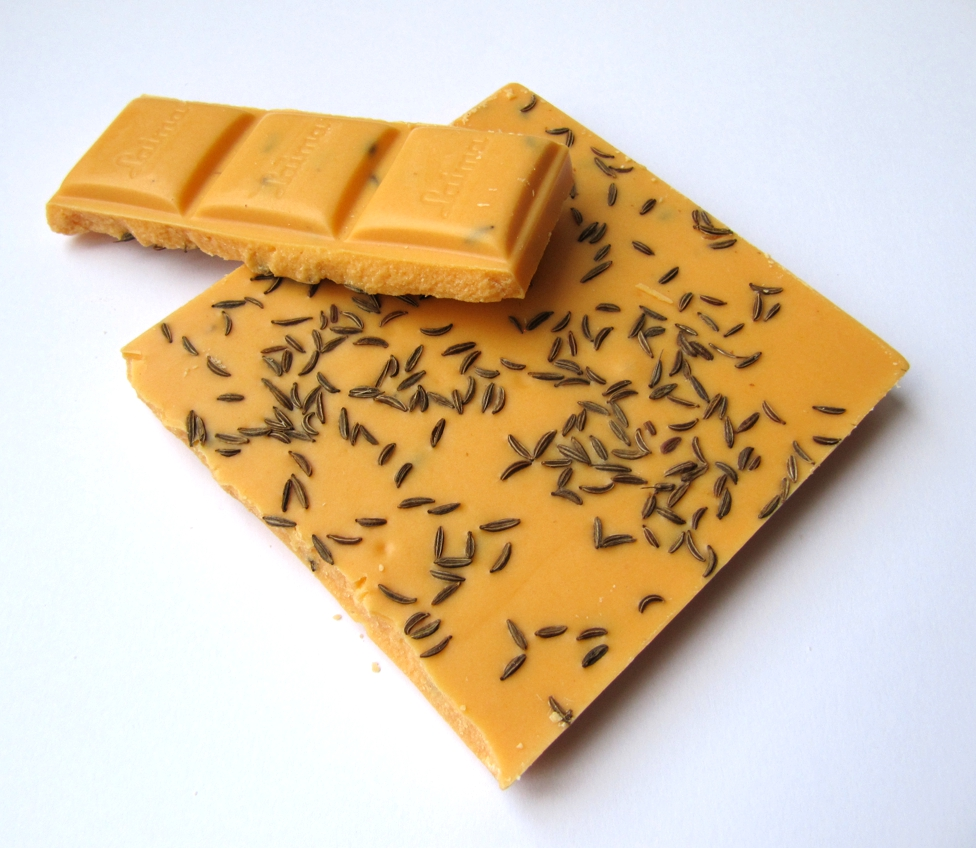
Nationale Spezialität: weiße Schokolade mit Kümmel von „Laima“

Anders als andere regionale Markenhersteller, wie die zum amerikanischen Mondelēz-Konzern gehörenden „Karūna“ in Litauen, „Marabou“ in Schweden und „Freia“ in Norwegen, konnte Laima die Übernahme durch ein globales Unternehmen bisher abwenden. Hauptaktionär von Laima ist die „Nordic Partners Group“, die ihrerseits mehrheitlich vom isländischen Investor Gísli Reinison beherrscht wird. Im Dezember 2006 ging Laima an die Börse, dieser Schritt wurde aber schon im Juli 2007 durch einen Aktienrückkauf revidiert.
Seit 2012 veranstaltet Laima zudem am 11. Juli, dem Weltschokoladentag, ein jährliches Festival.
„Laima“ ist heute der größte Hersteller von Süßigkeiten im Baltikum und produziert nationale und regionale Spezialitäten wie eine carotinierte, weiße Schokolade mit ganzen Kümmelstücken. Die Jahresgesamtproduktion liegt bei 16.000 Tonnen, der Jahresumsatz bei 24 Millionen Lat (etwa 34 Millionen Euro, 2015); 700 Personen sind bei Laima beschäftigt.
Seit 2015 gehört Laima zum norwegischen Konzern Orkla.

## Erwähnenswertes

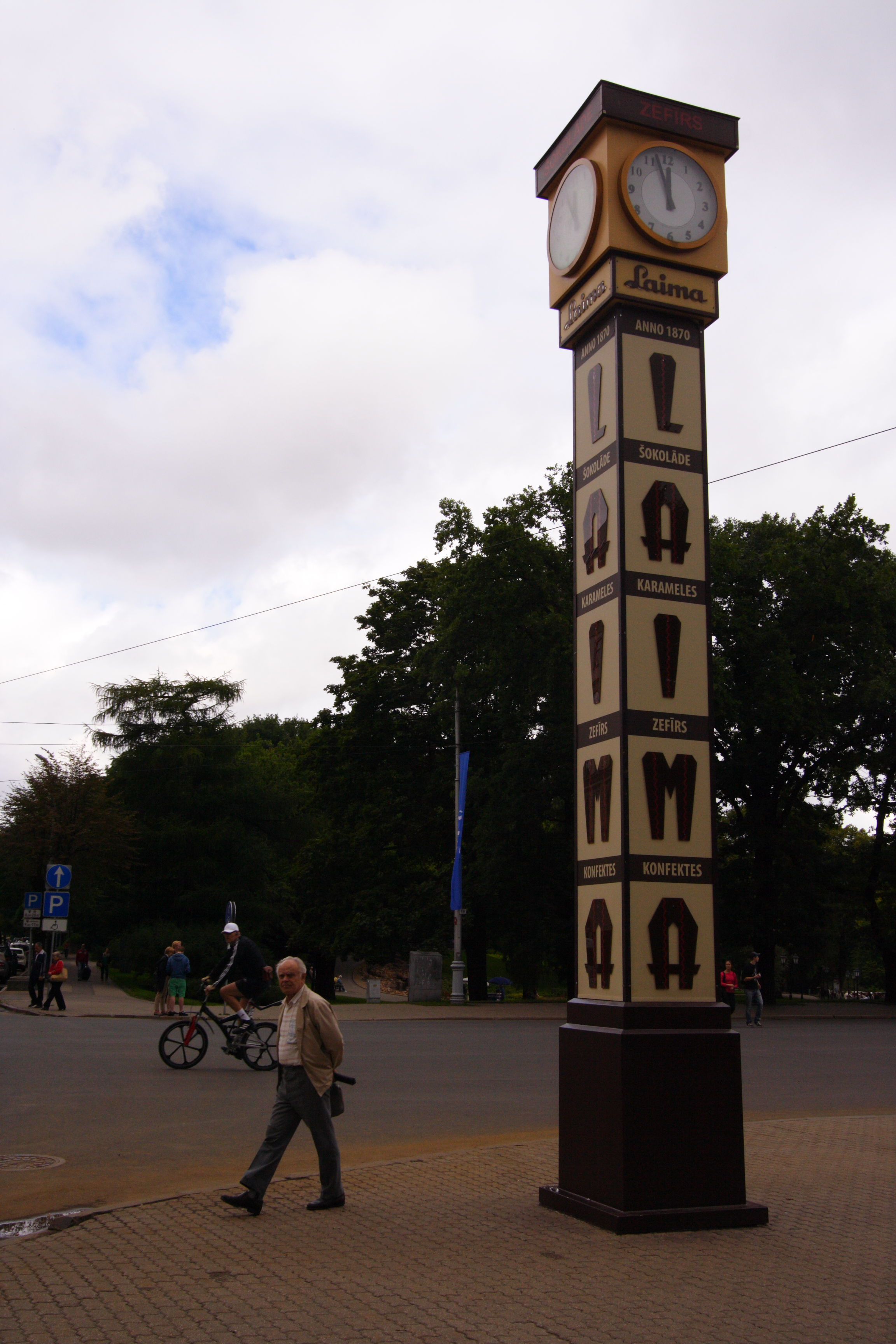
Die Laima-Uhr in Riga

- Das Schokoladen-Bonbon Serenāde hat die längste Markengeschichte in Laimas derzeitigem Angebot. Die Rezeptur ist seit 1937 unverändert.[6]
- Die Laima-Uhr in Riga unweit des Freiheitsdenkmals ist ein beliebter und vielbesungener Treffpunkt der lettischen Hauptstadt. Die Uhr wurde 1924 mit der Absicht aufgestellt, dass die Arbeiter rechtzeitig zur Arbeit erscheinen.[7]